# Tom Van Der Borght
Tom Van Der Borght is een Vlaamse modeontwerper.

## Biografie
Van Der Borght volgde latijn-wiskunde in het middelbaar om daarna een jaar pol & soc te studeren aan de KUL. Na een jaar stopt hij en begon Sociaal-cultureel werk te Gent. In avondschool volgde hij naailessen te Harelbeke en Avelgem om daarna mode-optwerper te studeren aan het SASK te Sint-Niklaas waar hij in 2012 afstudeerde. Later behaalde hij ook ene master Performance Art te Maastricht.
Hij lijdt aan de erfelijke spierstoornis Charcot-Marie-Tooth.

## Werken (selectie)
- kostuums voor Kenji Minogue waarmee hun tweede clip in 2012 de prijs kreeg van Beste Nieuwkomer op het modefilmfestival ASVOFF.
- De dubbele hoed, een hoed waar 2 personen in kunnen.

## Erkentelijkheden
- 2011 - Triumph Inspiration Award
- 2012 - ASVOFF Award beste mode film voor de film Danny
- 2015 - Premium Young Designer Award (Berlin Fashion Week)
- 2015 - Winnaar C&A Reimagine Design Challenge
- 2020 - Grand Prix in de categorie mode (Hyères Festival)[3]
- 2020 - Hyères City Audience Award (Hyères Festival)